# Apollonie de Cyrène
Pour les articles homonymes, voir Apollonia et Apollonie.
Apollonie de Cyrène est un site archéologique situé en Cyrénaïque, en Libye actuelle. Cité fondée par les Grecs, elle devint un centre important du commerce du sud de la Méditerranée comme port de Cyrène, située 20 km au sud-ouest.

## Géographie, géologie
Apollonia se trouve sur la partie la plus au nord de la Cyrénaïque, au milieu d'une baie de 40 kilomètres de large, orientée est-ouest et faisant face à la partie occidentale de la Crète, située à moins de 300 kilomètres. La côte constitue une plaine étroite d'environ 2 kilomètres, avant les premiers escarpements du plateau calcaire de Cyrène. Un ancien cordon de dunes solidifiées en grès forme un relief de quelques mètres parallèle au rivage et constitue un support pour les remparts et l'acropole du port. Dans l'antiquité, un second cordon de grès à 350 mètres plus au nord émergeait des eaux par endroits et formait des baies propices à abriter des bateaux.
La lente subsidence qui touche le littoral cyrénéen a entrainé l'immersion partielle de la cité, dont la partie portuaire se trouve au XXe siècle engloutie sous plusieurs mètres d'eau, jusqu'à 3,8 mètres de profondeur en certains points. Les plongeurs ont observé sur les blocs de structure des quais des traces de colonies de balanes, petits crustacés qui vivent au niveau de l'alternance d'immersion et de submersion soit au niveau moyen des eaux. En plusieurs points du site, ces traces ont été observées à 3,8 mètres de profondeur, ce qui donne une idée du mouvement de subsidence depuis l'antiquité. Ce mouvement s'est visiblement ralenti au cours des deux derniers siècles, car le profil actuel du rivage est identique à quelques détails près à celui dessiné sur la carte de 1822 des frères Beechey.

## Histoire
Pour un article plus général, voir Cyrénaïque antique.
La cité n'est guère mentionnée par les auteurs antiques : Diodore de Sicile rapporte la prise de contrôle du port de Cyrène lors de expédition de Thibron (323-322 av. J.-C.), sans donner le nom de ce port. L'existence d'Apollonia n'est signalée que par une inscription et une mention du géographe Strabon. En revanche Synésios de Cyrène, évêque au IVe siècle de la ville voisine Ptolémaïs, ne fait aucune mention de la cité portuaire, que ce soit sous son ancien nom d'Apollonia ou sous le nom de Sozousa qu'elle prit par la suite. Seule la recherche archéologique effectuée sur le site laisse entrevoir quelques étapes de l'histoire d'Apollonia, recherche compliquée par l'immersion d'une partie du site et l'entassement sur le reste de plus de mille ans de couches archéologiques.

### Débuts
Probable lieu de débarquement des premiers colons grecs entre les VIIe et VIe siècles av. J.-C., le site offre un mouillage bien abrité grâce à ses deux criques. Les traces archéologiques les plus anciennes découvertes lors de sondages aux niveaux contemporains des débuts de la cité sont rares, un cratère d'époque sub-géométrique, une céramique corinthienne, une autre rhodienne datées du début du VIe siècle av. J.-C..
À ses débuts, le port n'est pas une véritable cité, une polis, mais n'est qu'une simple dépendance de Cyrène. D'après les archéologues, il se compose alors d'une série d'habitats et d'installations échelonnés le long de la côte, entre l'Acropole à l'est et le quartier du stade à l'ouest, sans qu'apparaisse un véritable urbanisme, ni un système de défense commun à l'ensemble de l'agglomération.

### Période lagide
Cette absence d'ouvrages défensifs explique que l'expédition de Thibron contre Cyrène en 323 av. J.C. soit parvenu à s'emparer du port. Le recours des Cyrénéens à l'aide armée de Ptolémée Ier entraîne la soumission de la Cyrénaïque aux pharaons lagides. Le témoin le plus visible de cette influence est le rempart de protection du port, construit dans la seconde moitié du IIe siècle av. J.-C.,, selon des dimensions correspondant à la coudée royale égyptienne de 52,5 cm. Une autre marque de la domination lagide est découverte fortuitement lors des fouilles sous-marines de 1998 : une grande tête sculptée bien conservée est extraite de déblais de comblement du bassin occidental, et identifiée comme un portrait du pharaon Ptolémée III.
Les rebuts de céramiques et de poteries découverts dans le fond du bassin oriental fournissent des indications sur la répartition des échanges économiques entre le port de Cyrène et le monde méditerranéen au IIIe et IIe siècles av. J.-C. : près de la moitié des fragments proviennent des cités grecques de la mer Égée, dont de nombreuses amphores de Rhodes, un quart sont des fabrications locales provenant de la Cyrénaïque, un sixième ont pour origine la Grande Grèce (Sicile et Italie du sud), pour des importations de vins italiens. En revanche, très peu de vestiges témoignent du trafic avec le port de Naucratis, malgré l'assujettissement de Cyrène à l'Égypte.

### Domination romaine
Le port de Cyrène ne devient une cité autonome nommée Apollonia que vers la fin de la période hellénistique. Interprétant un passage de Plutarque, André Laronde suggère que la sécession vis-à-vis de Cyrène a été provoquée par l'intervention romaine de Lucullus, envoyé en Cyrénaïque par Sylla en 85 ou 86 av. J.-C.. La Cyrénaïque est intégrée dans l'Empire romain en 74 av. J.-C., et rattachée administrativement à la Crète sous Auguste pour constituer la province romaine de Crète et Cyrénaïque. Comme les autres cités cyrénaïques, Apollonia connaît une période prospère durant le Ier et le IIe siècle, marquée par le développement de ses monuments publics.
Deux inscriptions grecques (IG, II, 2, 3306 et 3407) révèlent qu'Apollonia consacre à Athènes une statue à Hadrien puis une autre à Eleusis en l'honneur de Marc-Aurèle. Dans la première inscription, Apollonia nomme Hadrien avec le titre honorifique d'oikiste (fondateur). Ces témoignages sont de probables marques de reconnaissance de faveurs impériales.

### Antiquité tardive
À une date non connue, vers le milieu du Ve siècle, la cité remplace Ptolémaïs comme capitale de la province de Libya Seconde, et prend le nom de Sôzousa, « ville du Sauveur », en remplacement d'Apollonia, évocation de l'Apollon de l'oracle de Delphes inadmissible pour les chrétiens. Cette promotion voit un regain de construction, avec plusieurs églises et un palais considéré comme la résidence du dux, commandant militaire de la province. La future impératrice byzantine, Théodora y aurait résidé en 518 lorsqu'elle était la compagne du gouverneur de la province de Pentapole, un certain Hékébolos. L'enceinte est renforcée par son mari Justinien Ier, mais n'empêche pas Sôzousa, abandonnée par sa garnison, de passer sous la domination arabe en 643.
Des indices archéologiques trouvés sur le site prouvent que l'activité de la cité et ses relations avec le reste de l'empire byzantin ont perduré quelque temps après la conquête arabe : un solidus de Constant II (641-668) découvert dans la zone submergée du port, une activité d'extraction dans les carrières, la production de céramiques tardives. Néanmoins, la cité finit par être définitivement abandonnée de ses habitants.

## Redécouverte et fouilles
La Cyrénaïque reste une terre inconnue des Occidentaux pendant des siècles. Une première mission de reconnaissance est menée par la marine anglaise de 1821 à 1822, au cours de laquelle les frères Henry William Beechey et Frederick William Beechey réalisent des relevés du littoral et des principaux sites de Cyrénaïque, dont un plan du rivage d'Apollonia. Une autre mission menée par le niçois Jean-Raymond Pacho entre 1824 et 1825 réalise de nombreuses observations archéologiques et ethniques sur les régions, publiées en 1829. Les relevés des Beechey et de Pacho décrivent le site dans son état du début du XIXe siècle et présentent encore pour les archéologues modernes un intérêt documentaire comme situation d'origine avant les fouilles.

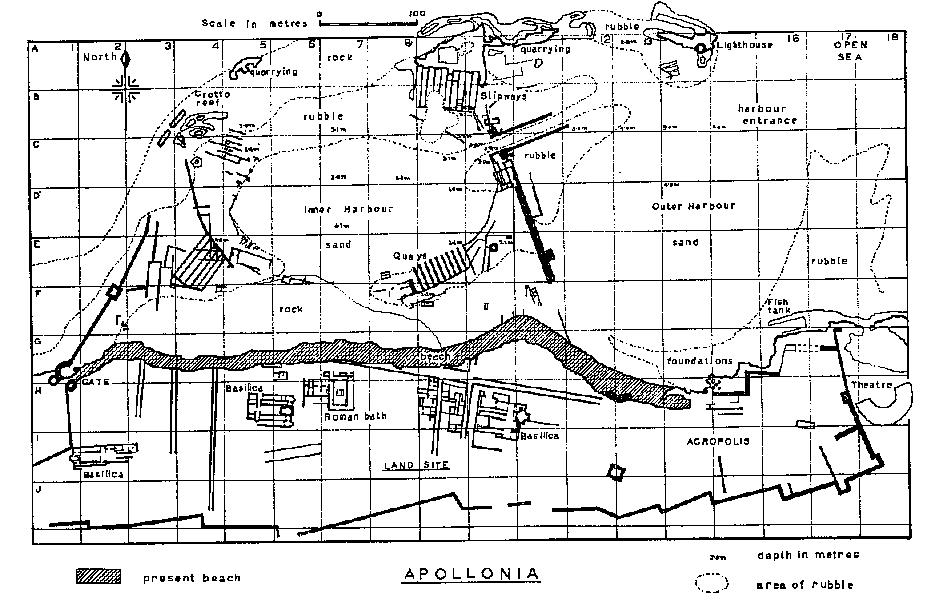
Relevé général du site, vers 1958-1959.

L'effort soutenu de recherche archéologique qui accompagne la présence italienne en Libye à partir de 1912 néglige le site d'Apollonia, au détriment de sites plus importants. Plus de mille ans d'occupation continue ont superposé les niveaux archéologiques, et les vestiges les plus accessibles datent de l'époque byzantine : ainsi, Ettore Ghislanzoni se borne à relever les colonnes de l'église orientale, sans publier de compte-rendu de ces travaux. Après la deuxième guerre mondiale et sous la présence anglaise, les recherches plus importantes commencent sous la direction de Richard George Goodchild, et portent encore sur les monuments de l'Antiquité tardive, les trois églises et le palais du dux. De 1953 à 1956, le français Pierre Montet dégage en partie le niveau romain, avec les thermes et plusieurs quartiers d'habitation, et fait établir le premier plan d'ensemble du site. De 1957 à 1959, les plongeurs de l'anglais Nicolas Fleming effectuent les premières explorations sous-marines, et dressent un plan général de la partie submergée. À partir de 1956, les fouilles sont autorisées par intermittence, au bon vouloir des autorités libyennes : mission américaine de D. White de 1965 à 1967, mission française de François Chamoux à partir de 1976, dont la direction est reprise à partir de 1981 par André Laronde, qui impulse les fouilles sous-marines de 1985 à 1998,.
En 2019 et 2020, la mission archéologique française en Libye dirigée par Vincent Michel lance une opération de numérisation du site. Avec l’aide de l’entreprise Iconem et du Département des Antiquités de Libye, le site est modélisé en trois dimensions, ainsi qu’une partie du site de Cyrène.

## Site archéologique
Le développement de l'agglomération moderne de Susah s'est fait à l'ouest et au sud du site archéologique d'Apollonia, ce qui l'a laissé dégagé et accessible aux archéologues.

### Port

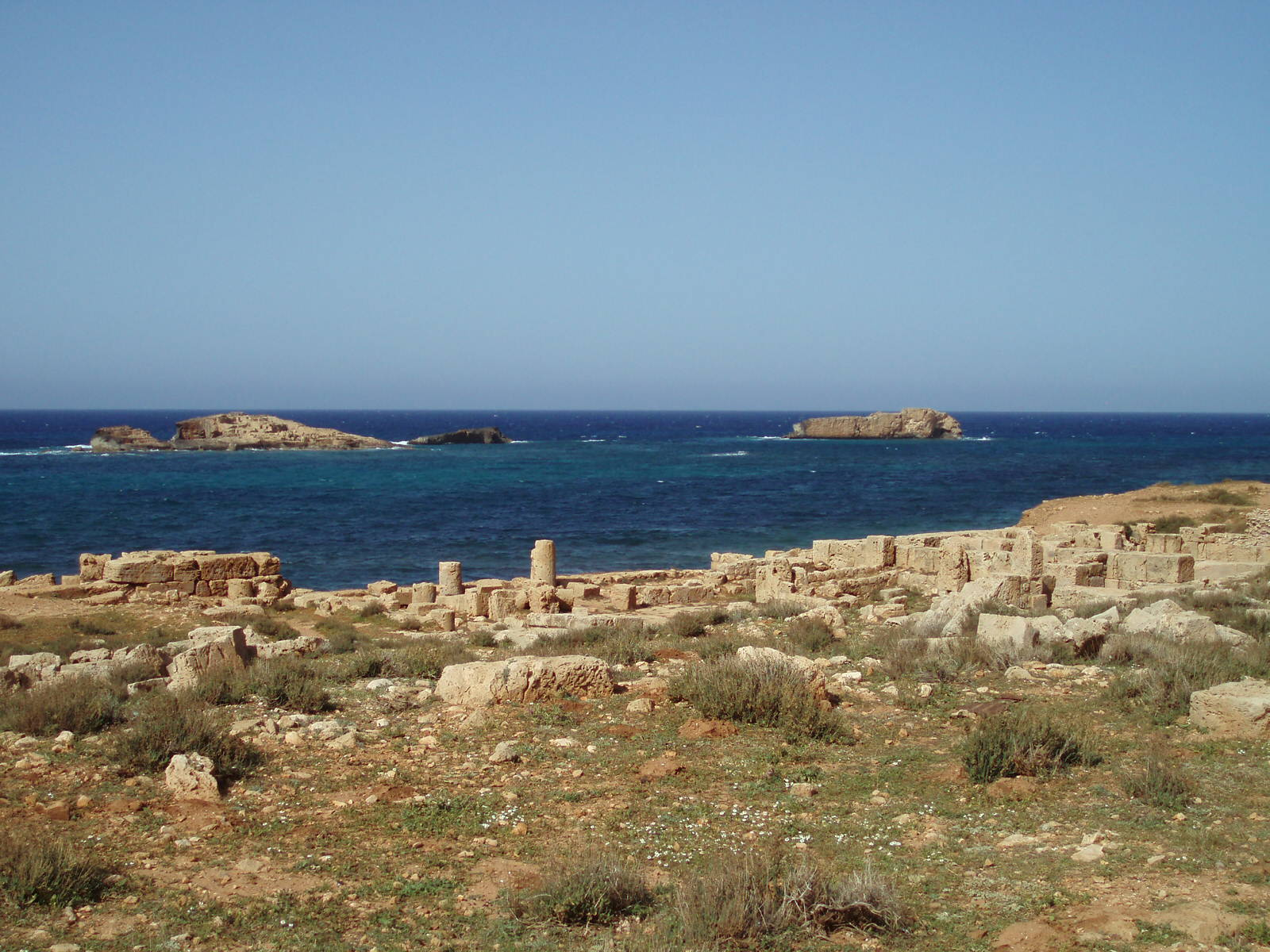
Vue de la zone du bassin occidental. Îlot occidental et îlot oriental, avec les vestiges d'une tour-phare.

Le port antique a en grande partie disparu dans le mouvement de subsidence qui a enfoncé le rivage sous les eaux. D'ouest en est, seuls émergent à l'époque moderne les récifs connus sous le nom de Grotto Reef et deux îlots rocheux, l'îlot Hammam dit îlot occidental, et l'îlot Sharkea, dit îlot oriental. Dans l'antiquité, avec un niveau marin plus bas de 3,80 m, les récifs et l'îlot occidental étaient rattachés au rivage par des bras de terre qui entouraient deux bassins peu profonds. Entre les récifs et l'îlot occidental existait probablement une passe ouverte au nord-ouest du bassin occidental, dans le sens des vents dominants. Le bassin oriental avait une ouverture plus ample entre l'îlot oriental et la première tour des remparts, orientée est-nord-est. Un chenal artificiel reliait les deux bassins, et deux tours carrées balisaient l'entrée dans la partie occidentale. Cet aménagement d'un goulet d'entrée flanqué de deux tours est similaire à ceux observés dans d'autres ports antiques, comme Byzance, Carthage et Cyzique. Dans ces ports, une chaîne était tirée chaque nuit entre les tours, en protection défensive et surtout comme mesure contre les trafics frauduleux, dispositif qui pouvait aussi exister pour Apollonia.

#### Bassin occidental

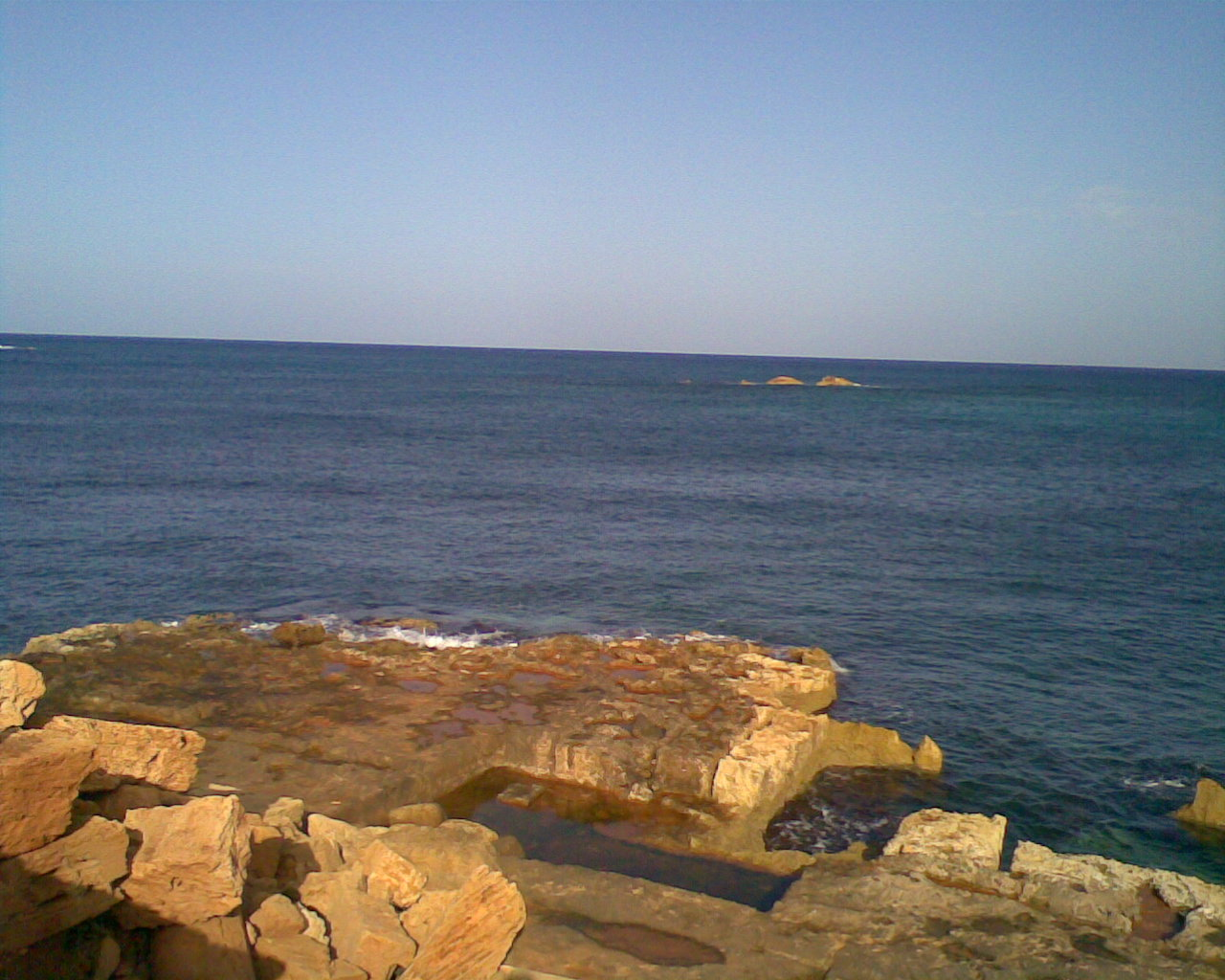
Bassin occidental, vue sur les récifs du Grotto Reef.

Les constructions les plus anciennes du port antique sont des cales sèches, dont une partie émergée est encore visible sur l'îlot occidental, tandis que la partie submergée a été étudiée lors des fouilles sous-marines de 1995. Au nombre de dix, ces loges descendant en pente douce sur l'intérieur du bassin sont creusées dans la roche avec des séparations parallèles épaisses de 0,65 m à 0,80 m. Elles mesurent entre 5,40 m et 6 m de largeur pour un peu moins de 40 m de longueur, dimensions qui correspondent à celle de la trière grecque qui naviguait en Méditerranée aux Ve et IVe siècles av. J.-C.. À l'époque romaine, d'autres constructions se superposèrent à ces cales.
Des aménagements d'aspect similaire au sud-est du bassin, une série de structures longues et parallèles, sont interprétés par les Britanniques comme un autre ensemble de cales sèches, ou selon André Laronde, seraient plutôt des entrepôts.

#### Bassin oriental

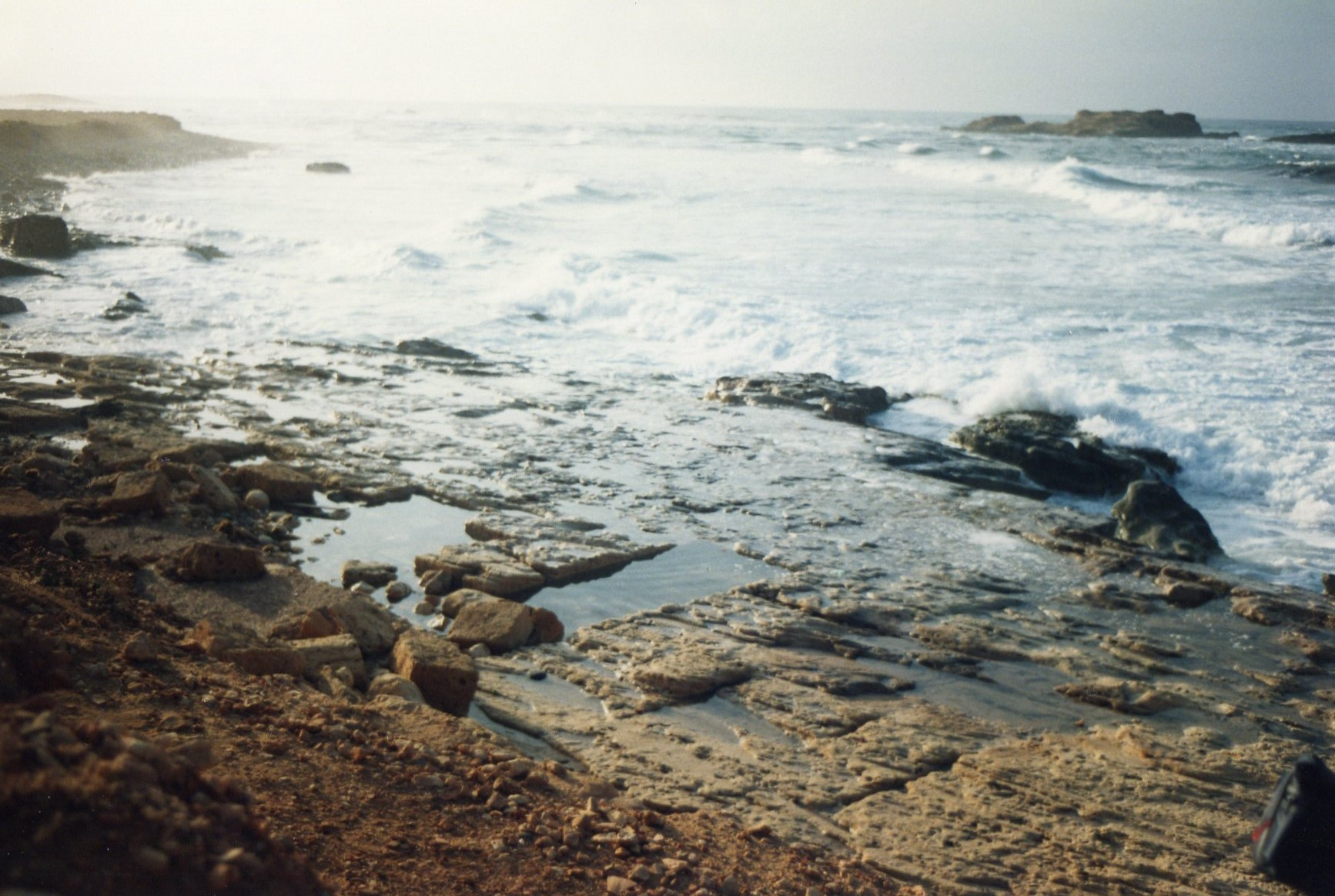
Côté sud du bassin oriental. Au fond, l'îlot oriental et son phare.

Plus largement ouvert sur la mer que le bassin occidental, le bassin oriental n'a pas révélé d'aménagements portuaires lors des fouilles.
Le fond du bassin est tapissé d'une couche de 30 à 40 cm de dépôts, contenant essentiellement des rebuts de céramique, mais aussi, dans un secteur émergé dans l'antiquité, un dépôt ensuite dispersé par les courants et comportant des éléments de bijoux, un chaton de bague en or et quelques monnaies, des dixièmes de statères d'or d'un poids de 0,86 gr, au type de Cyrène ou à celui d'Ammon.
Une épave antique a été découverte en 1986 au milieu du bassin oriental et fouillée de 1987 à 1988. D'après les parties conservées sur 13 m, à savoir une quille, un fond de carène et une section de bâbord et de tribord, les archéologues estiment qu'elles appartenaient à un navire du IIe siècle av. J.-C., de moyen tonnage et ne dépassant pas 20 m de long. Il pourrait être de fabrication locale, car les bois employés, pin d'Alep, chêne vert et noyer, se rencontrent sur le plateau cyrénéen,.
Sur le rivage ouest du bassin occidental, un grand bassin creusé dans le rocher, flanqué de deux plus petits et relié à la mer par quatre canaux formait un vivier de 39 m sur 18 m, d'environ un mètre et demi de profondeur. Un muret entre le rivage et le vivier le protégeait des vagues. La construction daterait de l'époque romaine. La partie sud du bassin est occupée par un remblai de sable et de débris de matériaux de construction divers : éclats d'enduits, blocs de béton, morceaux très érodés de corniche et de larmier, fragments de marbre et même un chapiteau ionique en calcaire. L'élément le plus remarquable découvert en fouillant en 1998 cet amas immergé est une tête de statue pharaonique, représentant Ptolémée III. Ce comblement partiel du vivier pourrait coïncider avec la montée des eaux et l'aménagement tardif du quartier au pied de l'Acropole, vers la fin du Ve siècle.

### Vestiges de la période hellénistique

#### Remparts
L'enceinte d'Apollonia est une des mieux conservées de la Cyrénaïque, quoique la pierre employée pour la construction, un grès dunaire extrait localement, a assez mal supporté l'érosion des siècles. Ses vestiges sont visibles en continu sur près de 1 200 m, parallèlement au rivage. L'archéologue Jean-Philippe Lauer en fait le relevé d'ensemble en numérotant les tours de I à XX, puis la mission de l'université du Michigan l'étudie de 1965 à 1967, et dégage les tours I et XIV et les sections entre les tours IV et V, et XVII-XVIII sur l'acropole.
À partir de 1978, la mission française dirigée par François Chamoux opère d'autres sondages dans la partie centrale de l'enceinte, au niveau des tours X, XII et XIII, qui permettent de confirmer les standards de la construction. Les dimensions mesurées par les archéologues américains et français correspondent à des multiples de la coudée royale égyptienne de 52,5 cm, avec parfois un complément exprimable en pied de 35 cm, ce qui indique une construction homogène effectuée en une seule fois durant la période lagide.

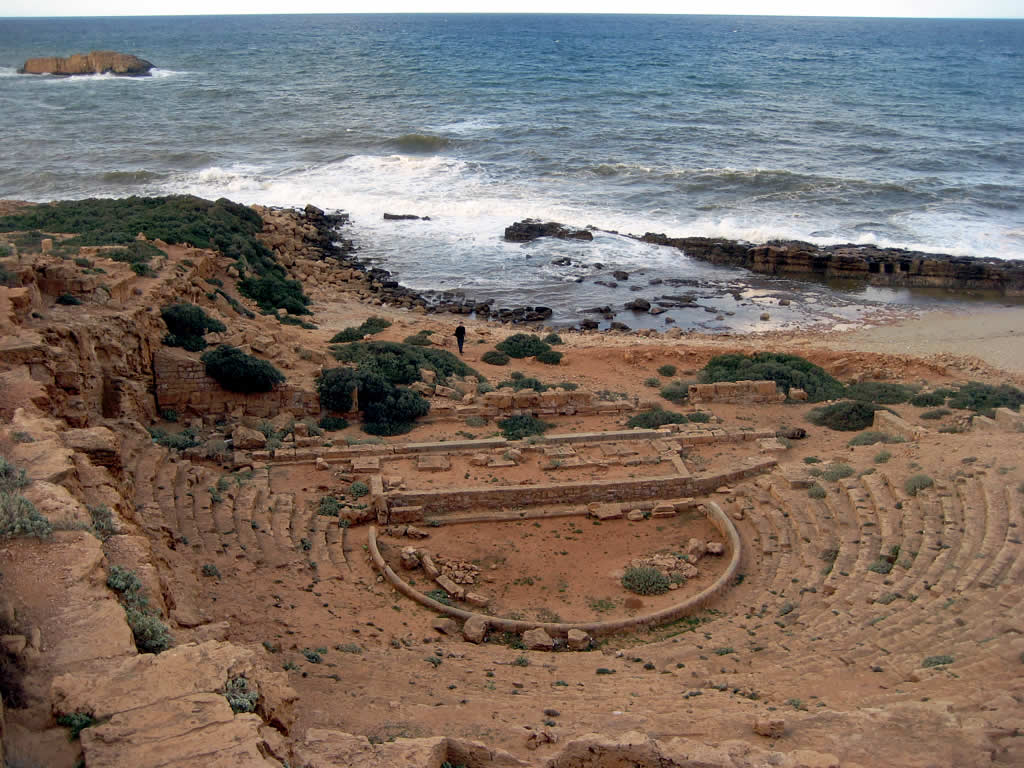
Rempart du côté est de l'acropole. À gauche, tronçon de mur entre la tour XVII et la tour XIX qui surplombe le théâtre

Le flanc est du périmètre entoure la hauteur de l'acropole, et profite des surplombs artificiels créés par les carrières. La partie ouest qui présente un relief moindre est défendu par deux grosses tours rondes, numérotées I et IV, de 30 coudées de diamètre soit 15,8 m. La tour I surplombe l'entrée occidentale dans la ville. Une autre tour carrée, la XII qui défend le centre du rempart et sert d'entrée méridionale, mesure également 30 coudées de côté. L'enceinte comprend 17 autres tours carrées plus petites, standardisées pour la plupart à 20 coudées de côté soit 10,5 m, reliées par des courtines de 10 coudées d'épaisseur (soit 5,25 m). Seules les courtines ont des longueurs variables, allant de 27 à 68 mètres, probablement en raison du terrain irrégulier empêchant d'échelonner les tours qu'elles relient. Le plan de la muraille d'Apollonie se révèle une illustration significative des recommandations du traité de fortification de Philon de Byzance écrit vers 225 av. J.-C. : implantation tirant le meilleur parti du relief local, tracé articulant en crémaillère tours et courtines, respect des dimensions en coudées préconisées pour les tours et l'épaisseur des courtines, poternes ouvertes dans le flanc des tours, observées dans les tours X et XII, permettant les sorties et les replis des défenseurs de façon qu'ils passent la porte avec leur côté gauche protégé par leur bouclier.
Toutefois, les archéologues ne peuvent fournir une reconstitution des remparts, car la hauteur des courtines et des tours reste indéterminée, ainsi que leurs aménagements intérieurs. Seuls quelques blocs moulurés trouvés au pied des tours I, X, XI et XII suggèrent qu'elles étaient couronnées de corniches saillantes, munies de chéneaux et de larmiers.
La datation de l'édification des remparts est problématique : en l'absence d'indication d'un chroniqueur antique ou de trace épigraphique, la recherche est réduite à se baser sur la stratigraphie. D'après quelques tessons de poteries trouvés à la fondation de la tour I et datables de la fin du IVe siècle av. J.-C. ou du début du IIIe siècle av. J.-C., les Américains datent la construction entre 310 et 280 av. J.-C., époque de la dissidence de Magas de Cyrène contre la dynastie lagide. Les niveaux de fondation ont été remblayés avec des terres remaniées et très pauvres en matériau archéologique datable, mis à part la série de figurines en terre cuite découvertes à la poterne XIII, datées du IVe siècle av. J.-C. Garlan préfère donc se fonder sur les monnaies de bronze trouvées dans les divers sondages au niveau du sol de circulation immédiatement postérieur à la construction. Les monnaies ptolémaïques identifiables se situent entre 140 av. J.-C. et 90 av. J.-C., période que Garlan retient pour l'édification du rempart.

#### Agora
En 1953, Pierre Montet repère sur le pourtour du complexe de la basilique orientale des murs en angle, dont les assises en gros blocs sont antérieurs à l'édifice chrétien. Le mur le plus long longe le tracé de la rue nord-sud sur 52 m, et repose sur une fondation de type hellénistique, une crépis à deux degrés. Perpendiculairement à chacune de ses extrémité partent autres deux murs, conservés sur quelques mètres de longueur, ce qui suggère la délimitation d'une place carrée ou rectangulaire. Sur la partie sud de cette zone, deux murs de refend en grand appareil sont les probables fondations d'un bâtiment rectangulaire hellénistique, ultérieurement récupérées pour assoir la paroi sud et la colonnade nord de la basilique chrétienne.
La dimension observée de 52 m, soit à peu près cent coudées égyptiennes, permet de dater l'aménagement de la période lagide, le IIe siècle av. J.-C., ou le siècle suivant. La place et le bâtiment rectangulaire qui la borde du côté sud pourraient être l'ancienne agora et un bâtiment public ou un temple. Divers éléments trouvés en remploi dans l'église orientale renforcent cette interprétation d'un espace civique : tailloirs de la colonnade de la nef remodelés dans des blocs de marbre portant des listes de prêtres d'Apollon ; statues entières ou brisées retrouvées enterrées dans le sol de l'église ; plusieurs grandes dalles en granit d'Assouan, d'environ un mètre de côté et une trentaine de centimètres d'épaisseur, qui d'après l'inscription sur leur face latérale, formaient le soubassement d'une statue d'un proconsul.

#### Quartier ouest, temple dorique et stade
Le développement de la cité à l'époque hellénistique débordait du périmètre des remparts. En 1965-1967, à l'ouest du site et assez loin du centre d'Apollonia, au-delà de la nécropole, les fouilleurs américains de l'Université du Michigan ont localisé les vestiges d'un temple dorique, à savoir un unique chapiteau, en bon état, des assises taillées dans la roche selon un plan rectangulaire, ainsi que quelques éléments mineurs. G. R. H. Wright situe ce temple aux années 300 av. J.-C., et l'attribue au dieu de la médecine Asclépios, hypothèse que ne partagent pas les autres archéologues, car aucun élément sur le site ne permet d'identifier la divinité honorée dans ce temple.
À environ un kilomètre à l'ouest d'Apollonia et à proximité du temple dorique, François Chamoux a repéré en 1976 un stade au fond d'une dépression de 50 m sur 30 m découpée dans le roc. Des sondages effectués par Alain Davesne en 1977 ont révélé des gradins en partie taillés dans la roche, en partie montés en gros blocs, qui s'allongent sur plus de 50 m de part et d'autre des parois sud (en cinq gradins et un marchepied) et nord (avec trois gradins). Recouverte de couches de terre et de sable accumulées sur une épaisseur de 1,30 m, la piste centrale en terre battue mesure 13,35 m de largeur, ce qui en fait la plus étroite des pistes de stades antiques connus, aussi étroite que celles des stades de Délos et de Priène, construits au IIe siècle av. J.-C.,. Ce stade est l'unique construction de ce type repérée en Cyrénaïque à la date de 1985, ce qui lui vaut un caractère remarquable.
D'autres sondages réalisés en 1977 au sud du stade par Alain Davesne et G. Monthel, ont montré les traces d'un quartier d'habitation et identifié un complexe gymnique avec des exèdres, un bassin, un naiskos, qui avec le stade formait un ensemble sportif datant du IIe siècle av. J.-C.,.

### Vestiges d'époque impériale et byzantine

#### Thermes

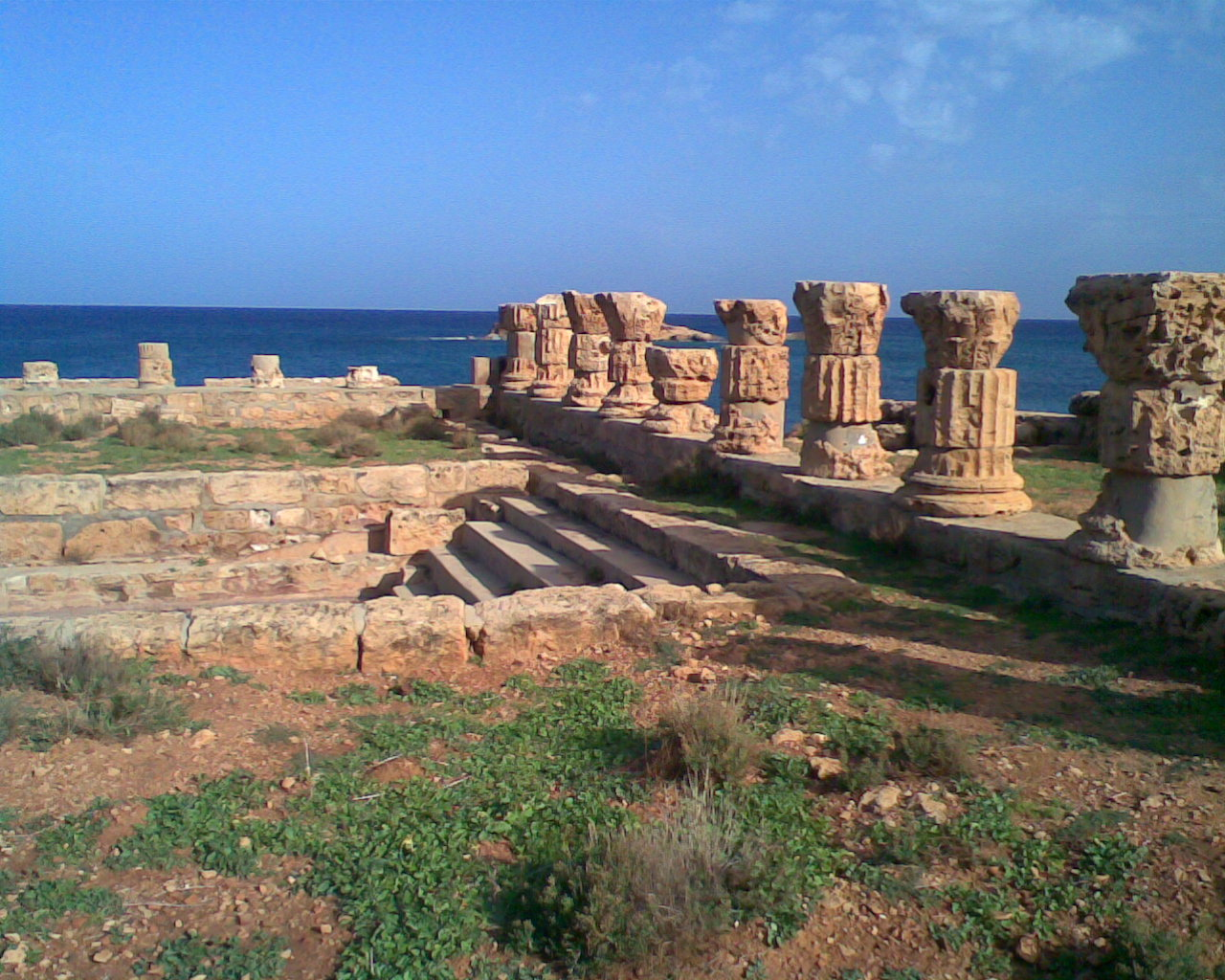
Vestiges de la partie est de l'édifice thermal, péristyle et piscine en plein air.

Dégagé en grande partie en 1955 et 1956, l'ensemble est dans un premier temps désigné sous l'appellation d'édifice à péristyle, en raison de vestiges de colonnades, qui sont arbitrairement disposées en ligne sur un des murs pour dégager l'emplacement des fouilles. Il est ensuite reconnu comme des thermes romains, caractérisés par l'hypocauste d'une salle chaude dont on retrouve en 1956 des briques de pilettes de soutènement. En 1976, l'exploration est reprise et complétée, avec la réalisation de sondages aux niveaux inférieurs pour déterminer la chronologie de l'édifice. Un premier sondage effectué dans la cour à péristyle a atteint le sol rocheux à la profondeur de 3,5 mètres. Il a montré un épais remblai terreux de 2,85 m soutenant les thermes et renfermant de nombreux tessons de céramique italienne et attique, qui permettent de situer la construction des thermes à la fin du Ier siècle ou au début du IIe siècle. Sous cette couche de remblai, de multiples débris de céramique attique au vernis noir proviennent d'un dépotoir de la fin du IVe siècle av. J.-C. ou du début du IIIe siècle av. J.-C. Au niveau le plus bas, de gros blocs de pierres taillées sont encastrés dans la roche. Contre un des blocs, se trouvait un dépôt d'une cinquantaine de vases miniatures, des skyphoi (gobelets) et des hydries. Ces blocs et ce dépôt sont interprétés comme les vestiges d'un autel monumental datant du IVe siècle av. J.-C..
Un autre sondage est effectué en 1979 sous la salle cruciforme à côté de la cour à péristyle. Il a conduit à la découverte des restes d'un pressoir à huile au-dessous des fondations des thermes.
L'édifice thermal a été précédé au tout début du Ier siècle par l'édifice à péristyle doté d'un grand bassin, inséré au sud d'une voie de circulation est-ouest. Les thermes qui l'ont agrandi entre les années 75 et 125 se divisaient en deux parties : du côté ouest et du nord au sud, une salle froide avec deux bains, une salle tiède, une grande étuve sèche sur hypocauste, de plan cruciforme, et une salle chaude ; du côté est, une cour à portique entoure une piscine en plein air, plus petite que l'ancien bassin. Au nord de cette cour, un local avec un canal d'évacuation abritait les latrines, équipement annexe classique des thermes.
Les thermes ont été transformés à l'époque tardive, l'ancienne salle chaude a été creusée par deux grandes citernes, tandis que le canal d'évacuation des latrines devient un dépotoir encombré d'amphores brisées ou parfois entières.

#### Théâtre

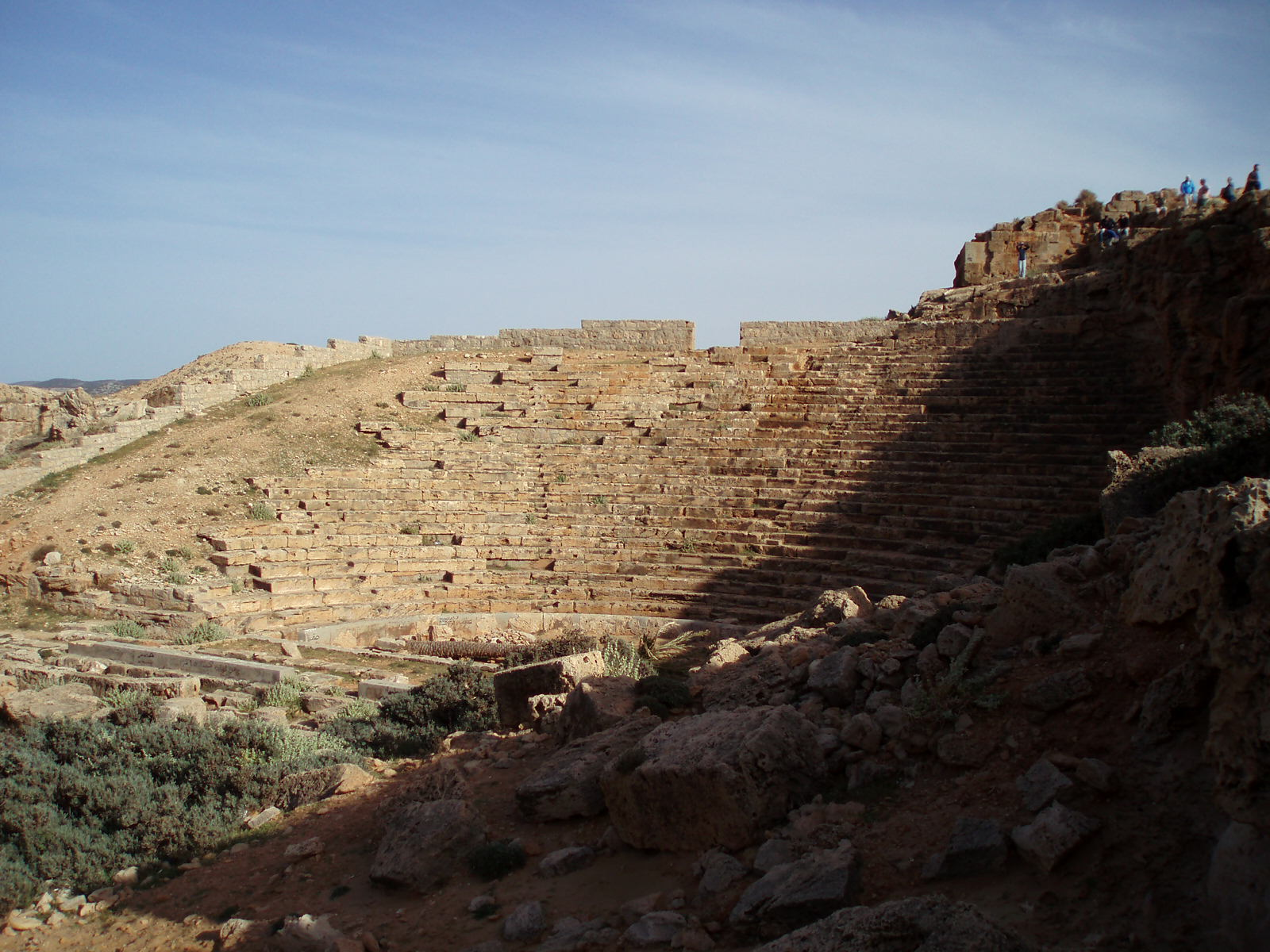
Théâtre à Apollonia.

Le théâtre est situé à l'extérieur de l'enceinte, adossé au rempart et à la colline de l'acropole. La Cavea de vingt-huit gradins est en partie creusée dans la roche, en partie construite. Le bâtiment date de la période hellénistique, avec un orchestra circulaire de 13 mètres de diamètre, modifié en demi-circulaire par l'édification d'une scène de 20 mètres. D'après les indications d'une inscription latine dédicatoire, il a été transformé sous Domitien dans les années 92-96. par un décor de colonnes, la suppression de deux gradins inférieurs remplacés par un haut parapet entre la cavea et l'orchestre. Cette séparation de protection entre la cavea et l'orchestre laisse supposer une transformation pour des jeux de gladiature ou des chasses.

#### Églises

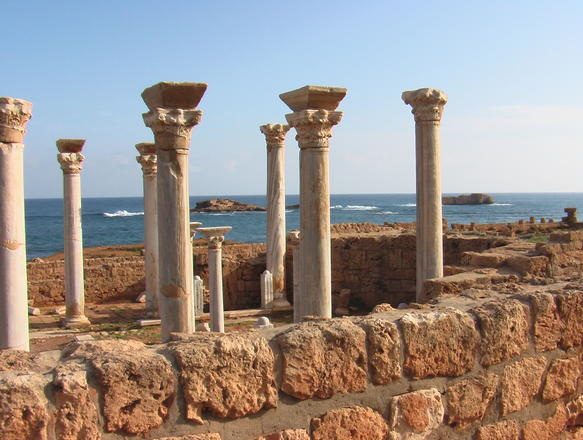
Basilique centrale, vestiges.

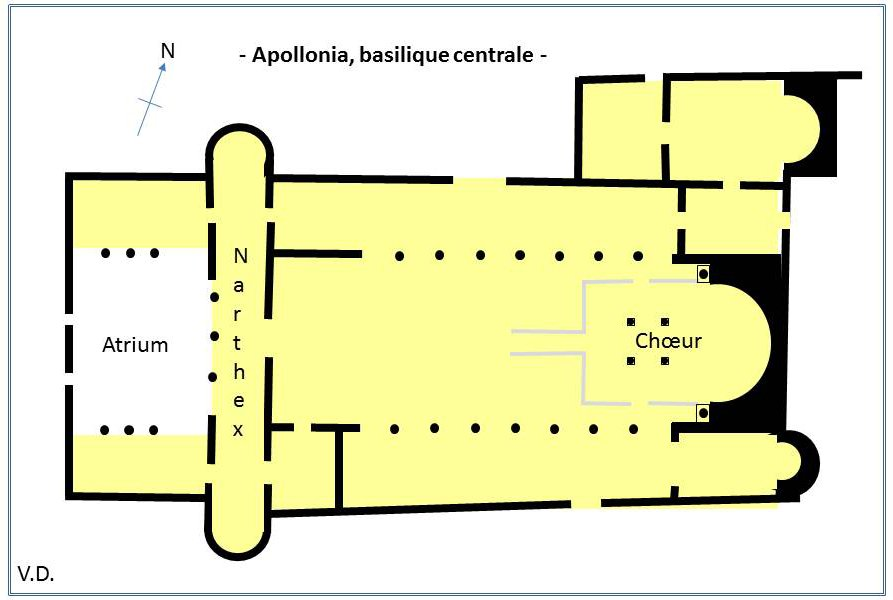
Basilique centrale, plan : nef précédée d'un narthex et d'un atrium.

Apollonia compte les vestiges de trois basiliques byzantines, désignées selon leur emplacement dans l'enceinte de la ville comme basilique orientale, basilique centrale et basilique occidentale, et une quatrième hors les murs, associée à la nécropole, toutes construites entre les Ve et VIe siècles. Ces édifices ont été dégagés avant et après la seconde guerre mondiale, selon les méthodes assez rapides de l'époque et au grand regret des archéologues des générations suivantes, car sans étude des fondations ni sondage profond pour déterminer leur implantation par-dessus un tissu urbain vieux de plusieurs siècles. Les colonnades des nefs ont été remontées et les murs cimentés peu après leur dégagement. Si ces anastyloses offrent aux visiteurs un aperçu assez suggestif de ces églises antiques, faute de relevés détaillés préalables, elles ont limité pour les spécialistes la connaissance précise de leur état précédant les fouilles, nécessaire à l'étude fine de la chronologie de construction des bâtiments et de leur évolution.
Les trois basiliques d'Apollonia suivent un plan de principe assez homogène, qu'on retrouve sur la plupart des églises antiques de Cyrénaïque : elles s'inscrivent dans un rectangle et comportent trois nefs délimitées par une double colonnade, la nef centrale se prolonge derrière le chœur par une abside non saillante vers l'extérieur. De part et d'autre de l'abside, deux pièces d'usage annexe, parfois interprétées comme des sacristies, complètent la forme pour former le périmètre rectangulaire d'ensemble. Les absides des églises centrale et orientale d'Apollonia sont orientées vers l'est, cas fréquent mais non systématique en Cyrénaïque : en effet, l'abside de l'église occidentale est dirigée vers l'ouest. À l'opposé de l'abside, chaque église est prolongée par un narthex, vestibule aussi large que les trois nefs. Le chœur, espace sacralisé au centre duquel se trouve l'autel, est délimité par une barrière, le chancel, construite en plaques de marbre sculptées soutenues par des poteaux. On accède au chœur par un couloir plus ou moins long dans l'axe de la nef ou par deux ouvertures latérales du chancel. Le revêtement du sol du chœur est plus riche que celui du reste de la nef : dallage en opus sectile pour l'église occidentale, mosaïque dans l'église orientale.
Ces églises possèdent chacune un atrium, local annexe et contigu constitué par un péristyle carré autour d'une cour centrale, selon une architecture peu courante en Cyrénaïque. L'implantation de l'atrium par rapport à l'église varie selon les cas, probablement pour insérer cette extension dans l'espace disponible du tissu urbain : il est dans l'axe de la nef de l'église centrale, mais latéral sur le flanc nord de l'église orientale. Celui de l'église occidentale est complexe et irrégulier, avec deux cours intérieures et a été plusieurs fois remanié.

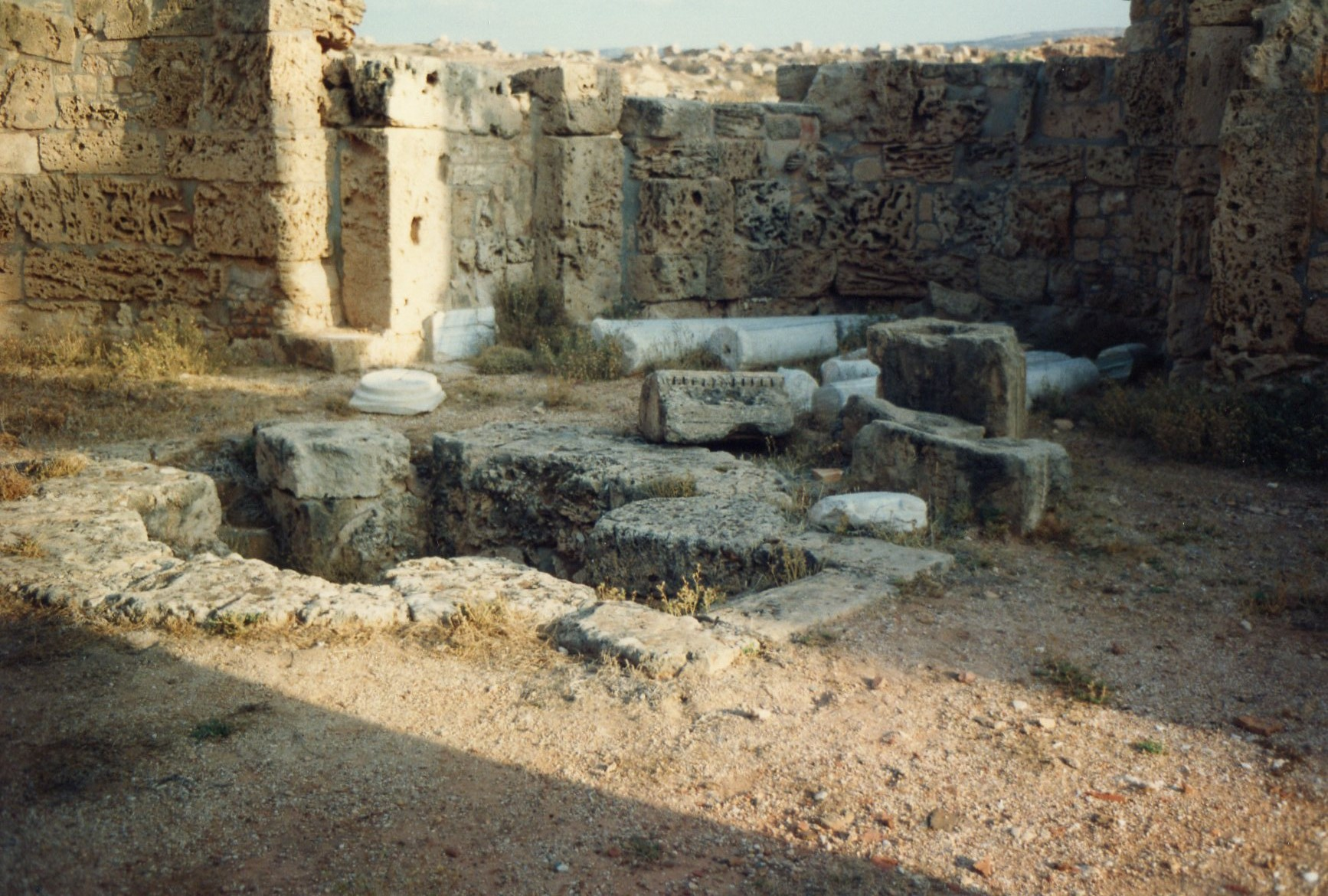
Basilique orientale, salle annexe et cuve baptistimale

La basilique orientale est la plus ancienne et la plus grande. Elle a été dégagée et ses colonnes redressées par Ettore Ghislaneoni en 1922. Elle présente la particularité d'avoir un transept et une salle annexe trilobée avec un baptistère. Elle comporte des éléments de remploi, colonnes de différentes hauteurs et chapiteaux, récupérés sur un temple antérieur, dont les fragments architectoniques ont été retrouvés sous les eaux. Les archéologues la datent unanimement du Ve siècle en raison de son plan et du style de ses mosaïques du chœur et de l'abside.